# Westmarkscheide-Mariensumpf
Westmarkscheide-Mariensumpf este o arie protejată (arie specială de conservare — SAC, sit de importanță comunitară — SCI) din Germania întinsă pe o suprafață de 22,91 ha, integral pe uscat.

## Localizare
Centrul sitului Westmarkscheide-Mariensumpf este situat la coordonatele 51°33′56″N 13°57′28″E / 51.5656°N 13.9578°E.

## Înființare
Situl Westmarkscheide-Mariensumpf a fost declarat sit de importanță comunitară în septembrie 2000 pentru a proteja 5 specii de animale. Situl a fost protejat și ca arie specială de conservare în octombrie 2001.

## Biodiversitate
Situată în ecoregiunea continentală, aria protejată conține 1 habitat natural: Ape stătătoare oligotrofe până la mezotrofe, cu vegetație de Littorelletea uniflorae și/sau de Isoëto-Nanojuncetea.
La baza desemnării sitului se află mai multe specii protejate de  păsări (5): lăcar mare (Acrocephalus arundinaceus), erete de stuf (Circus aeruginosus), ciocănitoare neagră (Dryocopus martius), sfrâncioc roșiatic (Lanius collurio), sitar de pădure (Scolopax rusticola).
Pe lângă speciile protejate, pe teritoriul sitului au mai fost identificate 5 specii de plante, 2 specii de amfibieni, 4 specii de mamifere, 3 specii de nevertebrate, 1 specie de reptile.